# Sólo quiero caminar
Sólo quiero caminar es el cuarto largometraje escrito y dirigido por Agustín Díaz Yanes, protagonizado por Diego Luna, Victoria Abril, Ariadna Gil, entre otros.
La película es una continuación de Nadie hablará de nosotras cuando hayamos muerto (1995) y podemos encontrar a Victoria Abril de nuevo en el papel de Gloria Duque.

## Sinopsis
Gloria Duque (Victoria Abril), Aurora (Ariadna Gil), su hermana Ana (Elena Anaya) y Paloma (Pilar López de Ayala) han cometido un robo fallido, por el que Aurora está en la cárcel. Mientras tanto, unos traficantes mexicanos que acaban de llegar a España contratan como prostituta a Ana. Félix, el jefe de la banda, le propone casarse al instante e irse a vivir a México con él. Gabriel (Diego Luna), un hombre aparentemente frío, se encarga de los trabajos sucios de Félix, pero con la condición de no hacer nunca daño a una mujer. Gloria se va también a México para trabajar para la banda. Una vez allí, se da cuenta de lo desgraciada que es Ana, aunque viva en una jaula de oro. Sin embargo, entre tragos y palizas, ha ideado un plan para vengarse de Félix. Con la ayuda de Paloma, Aurora sale por fin de la cárcel y se une a sus amigas en México para llevar a cabo el peligroso plan.

## Reparto
- Diego Luna (Gabriel)
- Victoria Abril (Gloria Duque)
- Ariadna Gil (Aurora Rodríguez)
- Pilar López de Ayala (Paloma Molina)
- Elena Anaya (Ana Rodríguez)
- José María Yazpik (Félix)
- Adrian Pardo (Horacio)
- Gustavo Sánchez Parra (Recepcionista de hotel)

## Premios
Goya 2009
| Categoría                     | Persona                                              | Resultado |
| ----------------------------- | ---------------------------------------------------- | --------- |
| Mejor película                | Mejor película                                       | Nominada  |
| Mejor dirección               | Agustín Díaz Yanes                                   | Nominado  |
| Mejor actriz                  | Ariadna Gil                                          | Nominada  |
| Mejor actor                   | Diego Luna                                           | Nominado  |
| Mejor actor de reparto        | José María Yazpik                                    | Nominado  |
| Mejor guion original          | Agustín Díaz Yanes                                   | Nominado  |
| Mejor fotografía              | Paco Femenía                                         | Ganador   |
| Mejor montaje                 | José Salcedo                                         | Nominado  |
| Mejor dirección de producción | Rafael Cuervo María Pedraza                          | Nominados |
| Mejor sonido                  | Pierre Gamet Patrice Grisolet Christophe Vingtrinier | Nominados |
| Mejores efectos especiales    | Reyes Abades Rafael Solorzano Alejandro Vázquez      | Nominados |

Medallas del Círculo de Escritores Cinematográficos de 2008
| Categoría              | Persona            | Resultado |
| ---------------------- | ------------------ | --------- |
| Mejor película         | Mejor película     | Nominada  |
| Mejor director         | Agustín Díaz Yanes | Nominado  |
| Mejor actriz           | Ariadna Gil        | Ganadora  |
| Mejor actor            | Diego Luna         | Nominado  |
| Mejor actor secundario | José María Yazpik  | Nominado  |
| Mejor guion original   | Agustín Díaz Yanes | Nominado  |
| Mejor fotografía       | Paco Femenía       | Nominado  |